# Bitritto
Bitritto es una localidad italiana de la provincia de Bari, región de Puglia, con 10.660 habitantes.

## Evolución demográfica
| Gráfica de evolución demográfica de Bitritto entre 1861 y 2001 |
|                                                                |
| Fuente ISTAT - elaboración gráfica de Wikipedia                |